# Annika Fríðheim Petersen
Annika Fríðheim Petersen (født 1. juni 1999 i Tórshavn, Færøerne) er en kvindelig færøsk håndboldspiller der spiller for den danske klub EH Aalborg i Damehåndboldligaen og Færøernes kvindehåndboldlandshold.

## Håndboldkarriere
I februar 2022 skiftede hun til Nykøbing Falster Håndboldklub, efter halvandet år i islandske Haukar. Fríðheim blev hentet midt i sæsonen som erstatning for Louise Egestorp, der var gravid. Her skrev hun en kontrakt frem til sommeren 2024, men bryd kontrakten i 2023, for at tage til norske Follo HK. Efter et år i den norske liga, vendte hun tilbage til Danmark i 2024 for at spille for nyoprykkerne fra EH Aalborg.
Hun fik debut på det færøske A-landshold den 2. oktober 2019 mod Rumænien i kvalifikationen til EM i Danmark 2020. Fríðheim var desuden med til at kvalificere Færøernes kvindelandshold til dets første EM-slutrunde nogensinde ved EM i Schweiz, Ungarn og Østrig.